# Beam Me Up Scotty
Beam Me Up Scotty è il terzo mixtape  della rapper trinidadiana Nicki Minaj, pubblicato il 18 aprile 2009 dalla Young Money, Cash Money e Dirt Money. pubblicato il 18 aprile 2009
Il mixtape presenta al suo interno collaborazioni con Bobby V, Brinx, Birdman, Busta Rhymes, Drake, Gucci Mane, Mack Maine, Gudda Gudda, Lil Twist, Jae Millz, Lil Wayne, Red Café, Lil Chuckee, Ricky Blaze, Rocko, Ron Browz, e Shanell.
La traccia I Get Crazy ha raggiunto rispettivamente la ventisettesima e la trentesima posizione delle classifiche Hot Rap Songs e Hot R&B/Hip-Hop Songs stilate da Billboard.
Il mixtape è stato successivamente ri-pubblicato da Nicki Minaj il 14 maggio 2021 sotto l'etichetta discografica Republic Records, con l'aggiunta di tre brani inediti.

## Tracce
1. Intro – 1:04
2. I Get Crazy (feat. Lil Wayne) – 3:41
3. Itty Bitty Piggy – 4:07
4. Kill da DJ – 3:01
5. Mind on My Money (feat. Rihanna, Brinx e Busta Rhymes) – 4:31
6. Nicki Minaj Speaks – 0:19
7. Slumber Party (feat. Gucci Mane) – 3:30
8. Shopaholic (feat. Bobby V e Gucci Mane) – 5:32
9. Go Hard (feat. Lil Wayne) – 5:56
10. Nicki Minaj Speaks – 1:12
11. Best I Ever Had (feat. Drake) (Remix) – 5:26
12. Handstand (feat. Shanell) – 3:08
13. Keys Under Palm Trees – 2:51
14. Get Silly – 1:30
15. Easy (Gucci Mane e Rocko) – 4:05
16. Five-O (feat. Jae Millz e Gudda Gudda) – 4:18
17. Nicki Minaj Speaks – 0:53
18. Envy – 3:43
19. Can Anybody Hear Me? – 3:26
20. Still I Rise – 3:09
21. I Feel Free (feat. Ron Browz, Red Café e Ricky Blaze) (Remix) – 4:32
22. Outro – 1:39
23. Beam Me Up Scotty – 3:59

Tracce bonus nella riedizione del 2021
1. Seeing Green (con Drake e Lil Wayne) – 5:39
2. Fractions – 3:01
3. Crocodile Teeth (con Skillibeng) – 3:37
4. Chi-Raq (con G Herbo) – 3:51
5. Boss Ass Bitch (con PTAF) – 4:08

## Classifiche

### Classifiche settimanali
| Classifica (2021) | Posizione massima |
| ----------------- | ----------------- |
| Australia         | 41                |
| Belgio (Fiandre)  | 73                |
| Belgio (Vallonia) | 134               |
| Canada            | 5                 |
| Francia           | 146               |
| Irlanda           | 32                |
| Nuova Zelanda     | 32                |
| Paesi Bassi       | 43                |
| Regno Unito       | 19                |
| Stati Uniti       | 2                 |
| Svizzera          | 71                |

### Classifiche di fine anno
| Classifica (2021) | Posizione |
| ----------------- | --------- |
| Stati Uniti       | 192       |